# Afrocentrisme
Ne doit pas être confondu avec Afrocentricité.
Les afrocentrismes sont des idéologies qui consistent à attribuer une place centrale dans l'Histoire aux cultures noires aux dépens des autres cultures. La théorie principale de l'afrocentrisme est celle de l'Égypte noire, selon laquelle les habitants de l'Égypte antique étaient des Noirs. L'afrocentrisme s'inscrit en réaction contre l'eurocentrisme et ses déformations de l'Histoire. Parmi les scientifiques, les travaux et écrits des auteurs se réclamant de l'afrocentrisme sont généralement considérés comme relevant d'un discours militant et d'une « réécriture engagée de l'histoire », proche du protochronisme. Certaines théories du complot incorporent des éléments afrocentristes.

## Histoire de l'afrocentrisme
On estime généralement que l'afrocentrisme universitaire contemporain commence avec les travaux d'intellectuels d'origine afro-américaine ou antillaise au début du XXe siècle. Cependant, déjà dès 1879 dans Principia of Ethnology, l'Afro-Américain Martin Delany défend, sur fond biblique, une origine noire de la civilisation égyptienne. Il fait de Cham (fils de Noé) l'ancêtre des Égyptiens et associe Koush (petit-fils de Noé) au royaume de Koush qui joue un rôle central dans l'histoire égyptienne. Selon Delany, ces deux personnages bibliques auraient été les inventeurs des hiéroglyphes et les bâtisseurs des pyramides. Dans ce même livre, il propose une méthode de traduction des hiéroglyphes égyptiens, inaugurant ainsi une tradition historiographique « négro-africaine » intégrant l'Égypte au sein de ses préoccupations épistémologiques
Des publications comme The Crisis ou le Journal of Negro History entendent lutter contre l'idée — dominante à l'époque en Occident — selon laquelle l'Afrique n'aurait rien apporté dans l'histoire de l'humanité qui ne soit la conséquence d'incursions européennes ou arabes. Ces revues affirment le caractère fondamentalement noir de l'Égypte antique et étudient l'histoire de l'Afrique noire précoloniale. Un des rédacteurs de The Crisis, W. E. B. Du Bois, s'intéresse aux cultures d'Afrique de l'Ouest et tente de mettre en place un système de valeurs panafricaines fondé sur les traditions présentes dans ces cultures. Du Bois reçoit par la suite des financements de la part du président ghanéen, Kwame Nkrumah, pour diriger la rédaction d'une Encyclopedia Africana qui traiterait de l'histoire et des cultures de l'Afrique noire, mais il meurt avant que l'ouvrage soit terminé.
Icône de l’afrocentrisme, George G. M. James (en), un disciple de Marcus Garvey, insiste sur l'importance de l'Éthiopie en tant que grande civilisation noire, et affirme que les « Noirs » doivent apprendre à être fiers de leur histoire. Son ouvrage majeur, Stolen Legacy (L'héritage volé), est fréquemment cité comme l'un des textes fondateurs de l'afrocentrisme contemporain. Selon cet auteur, la philosophie grecque aurait été « volée » à l'Égypte ancienne, dont les traditions se seraient développées sur des bases culturelles africaines. James ne voit dans les ouvrages d'Aristote et des autres philosophes grecs que des résumés très limités de la sagesse égyptienne. Ces conclusions ont pu se fonder sur le fait que l'apogée de la civilisation égyptienne (XIVe siècle avant notre ère) coïncide avec le début des « âges obscurs » en Grèce. En outre, les réalisations artistiques de la Grèce préclassique partagent, selon lui, certains traits avec le style dominant en Égypte à la même époque. Le titre de son ouvrage offre un condensé de sa théorie : Stolen Legacy : The Greeks were not the Authors of Greek Philosophy, but the Peoples of North Africa commonly called the Egyptians (« Héritage volé : Les Grecs ne sont pas les auteurs de la philosophie grecque, mais ce sont les peuples d’Afrique du Nord, communément appelés les Égyptiens »).
Stolen Legacy est publié aux États-Unis en 1954, l'année où Cheikh Anta Diop publie en France Nations nègres et culture, l'autre ouvrage majeur parmi les précurseurs de l'afrocentricité selon Molefi Kete Asante. Diop parvient à des conclusions similaires à celles de James Georges, notamment sur la négritude des anciens Égyptiens, en mobilisant des moyens épistémologiques différents : des comparaisons linguistiques et socio-culturelles entre l'Égypte et les civilisations « négro-africaines », des tests de mélanine et des analyses de l'iconographie égyptienne.

## Relation à l'eurocentrisme
L'afrocentrisme, en tant que mouvement d'origine afro-américaine, est à plusieurs égards une réaction aux déformations eurocentristes de l'Histoire qui ont accompagné la traite négrière et la domination coloniale des Africains par les Européens pendant des siècles.

## Théorie de l'Égypte noire
Dans son dernier ouvrage, Civilisation ou Barbarie (1987), Cheikh Anta Diop reprend et développe sa théorie « d'une Égypte nègre » inaugurée dès son premier livre Nations nègres et culture (1954) ; apparaissant ainsi comme l'auteur ayant rassemblé les indices épars d'une telle théorie, en vue de leur conférer une plus grande assise épistémologique. Selon Cheikh Anta Diop, l'origine négro-africaine de la première civilisation connue aurait été cachée, pour préserver la légitimité coloniale. Cette théorie est adoptée par Aimé Césaire et Ernest Pépin.
Toutefois, dans une interview pour le blog fxgpariscaraibe en 2008, Jean Yoyotte, l'un des plus grands égyptologues français selon la chaîne Outre-mer la Première, traite Cheikh Anta Diop d'« imposteur » et déclare que « son œuvre est nulle, c’est une série d'erreurs ».
Selon le magazine d'extrême droite L'Incorrect, si la XXVe dynastie égyptienne a bien connu pendant un peu moins d'un siècle des « pharaons noirs » d'origine nubienne, les Égyptiens antiques de manière plus générale n’étaient pas de type « africain ». Selon un listicle du journal Le Parisien, les Égyptiens étaient mats aux cheveux bruns, comme leurs descendants méditerranéens. En 2017, l’examen de l’ADN de plusieurs dizaines de momies établit des liens étroits avec les habitants du Proche-Orient de l’époque, plus qu’avec ceux de l’Afrique subsaharienne, ce qui signifie selon Jean-Yves Carrez que les Égyptiens de l'Antiquité ressemblaient aux Égyptiens d'aujourd'hui.
Mais ces conclusions ont toutefois étaient discutées par plusieurs auteurs,,,,. Par exemple, en 2020, Stuart Tyson Smith, professeur d'anthropologie à l'UC Santa Barbara, a déclaré, parlant des résultats de 2017, « que l'embouchure de l'oasis du Fayoum, où l'échantillon a été localisé, est bien connu, à travers des documents historiques, comme une zone où des personnes du Moyen-Orient, comme les Sherden, ont été installées en récompense de leur service militaire, pendant le Nouvel Empire, environ de 1300 à 1070 av. J.-C. ».
Selon l'égyptologue Bénédicte Lhoyer dans une interview accordée au journal Le Point, les afrocentristes affirment que le royaume d'Égypte était noir et assurent que les égyptologues blancs auraient brisé les nez des statues et des momies pour dissimuler le caractère épaté de ces derniers, preuve de l'origine africaine des Égyptiens. Ce serait notamment, affirment-ils selon Bénédicte Lhoyer, pour cette raison que le Sphinx fut abîmé à cet endroit stratégique. Toujours selon Bénédicte Lhover, d'autres « théories délirantes » de la mouvance africaniste soutiennent une Égypte noire, notamment que les Égyptiens appellent leur pays « Kemet » (« la noire »), ce qui serait la preuve ultime de l'africanité de l'Égypte. Mais « la noire », désignerait la terre fertile, la couleur du limon du Nil, et le désert se dit « la rouge », la terre stérile, sur laquelle rien ne peut pousser.
À la fin des années 1980, l'historien américain Martin Bernal reprend la thèse d'une Égypte noire en l'amplifiant, déclarant que la Grèce antique aurait tout simplement été colonisée par les Égyptiens. Tout l’apport scientifique et philosophique des Grecs, sur lesquels la civilisation occidentale repose, n’aurait été qu’un ersatz de la culture égyptienne noire.

## Buts de l'afrocentrisme
Selon un compte-rendu écrit par Olivier Grenouilleau,  un historien controversé, à propos d'un ouvrage dirigé par François-Xavier Fauvelle-Aymar, l'objectif de l'afrocentrisme est de remplacer une vision dite eurocentriste de l'histoire, qui serait le résultat d'un complot contre l'Afrique noire par une lecture proprement africaine de l'histoire.
Pour le politologue Rudy Reichstadt de Conspiracy Watch dans une interview accordé au journal Le Point, l'afrocentisme ne consiste qu'à « remplace[r] un mythe raciste par un autre », mais ces théories conspirationnistes « remplissent une fonction consolatoire..., flatteuse..., face à la complexité du monde... [et] à une réalité difficile à assumer », avec le passé colonial et la « réalité déceptive » contemporaine du continent africain ou de la condition des afro-descendants aux États-Unis. Pour lui, ces thèses et leur succès accélèrent « une montée de l'obscurantisme » sans aider en quoi que ce soit la cause des populations défavorisées.

## Réception
Selon Nathan Glazer, bien que l'afrocentrisme puisse signifier beaucoup de choses, la presse populaire a généralement focalisé l'attention sur ses théories les plus loufoques. Glazer est d'accord avec bon nombre des résultats et des conclusions présentés dans le livre de Lefkowitz Not of Africa. Pourtant, il fait également valoir que l'afrocentrisme présente souvent des apports légitimes et pertinents.
Maghan Keita décrit la controverse sur l'afrocentrisme comme une guerre culturelle : l'épistémologie de la noirceur plaiderait pour « la responsabilité des peuples noirs et leur potentiel à contribuer au progrès de la civilisation ».

## Utilisation publicitaire
Les thèmes de l'afrocentrisme trouvent également une utilisation publicitaire. Ainsi, Budweiser Brewing Company (1975-2000) qui, sur le thème « The Great Kings and Queens of Africa » mène une campagne publicitaire couronnée de succès pour les Afro-Américains, en éditant une trentaine d’affiches de souverains africains qui régnèrent entre 1500 av. J.-C. et nos jours. « On y trouve d’improbables images de Néfertari et Cléopâtre noires. »

## Éducation afrocentriste
Les afrocentristes affirment que l'éducation des enfants africains devrait inclure un enseignement spécifique de leur culture afin d'échapper au colonialisme culturel, ainsi que la tradition orale des différentes cultures africaines, qui sont souvent négligées à l'école,.

## Théories du complot afrocentristes
L'afrocentrisme tend parfois au suprématisme racial[réf. nécessaire] ou à la théorie du complot quand ses partisans soutiennent que la communauté scientifique occidentale négligerait volontairement l'ampleur des civilisations africaines, voire serait partie prenante, consciemment ou non, d'une conspiration visant à masquer les apports africains à l'histoire,.